# Дандало
Дандало (груз. დანდალო) — село в Кедском муниципалитете Грузии (автономная республика Аджария).

## География
Село расположено на Аджарской котловине, на левом берегу реки Аджарисцкали. Дандало разделяет Верхнюю и Нижнюю Аджарию. Высота над уровнем моря — 343 метров.

## Население
Согласно переписи 2014 года, в селе проживало 347 человек.

### Демография
| Год переписи | Численность населения |
| ------------ | --------------------- |
| 1886         | 677                   |
| 2002         | 485                   |
| 2014         | 347                   |